# Hypodontolaimus angelae
Hypodontolaimus angelae är en rundmaskart som beskrevs av John Inglis 1961. Hypodontolaimus angelae ingår i släktet Hypodontolaimus och familjen Chromadoridae. Inga underarter finns listade i Catalogue of Life.